# مارسلا (آرکانزاس)
مارسلا (به انگلیسی: Marcella) یک منطقهٔ مسکونی در ایالات متحده آمریکا است که در شهرستان استون، آرکانزاس واقع شده‌است. مارسلا ۱۲۷٫۱ متر بالاتر از سطح دریا واقع شده‌است.